# Mosteiro da Serra do Pilar
O Mosteiro da Serra do Pilar ou Mosteiro de Santo Agostinho da Serra do Pilar localiza-se numa elevação denominada Serra do Pilar, em Vila Nova de Gaia, Portugal. O edifício está no lado oposto do Rio Douro do Porto, com vista para a Ponte Luís I e para o Centro Histórico do Porto. O Mosteiro pertencia à Ordem de Santo Agostinho e a sua edificação teve início em 1538 e prolongou-se pelos séculos seguintes, em diversas etapas de construção que alteraram significativamente o desenho inicial. Actualmente serve como local religioso, cultural e militar.
O mosteiro é considerado um dos mais notáveis edifícios da arquitetura clássica europeia devido ao seu excepcional valor arquitetónico e ao caráter singular da sua igreja e do seu claustro, ambos circulares e com a mesma dimensão.[carece de fontes?]
A Igreja e o Claustro foram classificados como Monumento Nacional, em 1910, e a sala do capítulo, refeitório, cozinha, torre e capela foram classificados como imóvel de interesse público, em 1935. Em 1996 juntamente com o Centro Histórico do Porto e a Ponte Luís I passou a estar classificado como Património Mundial da Unesco.

## História

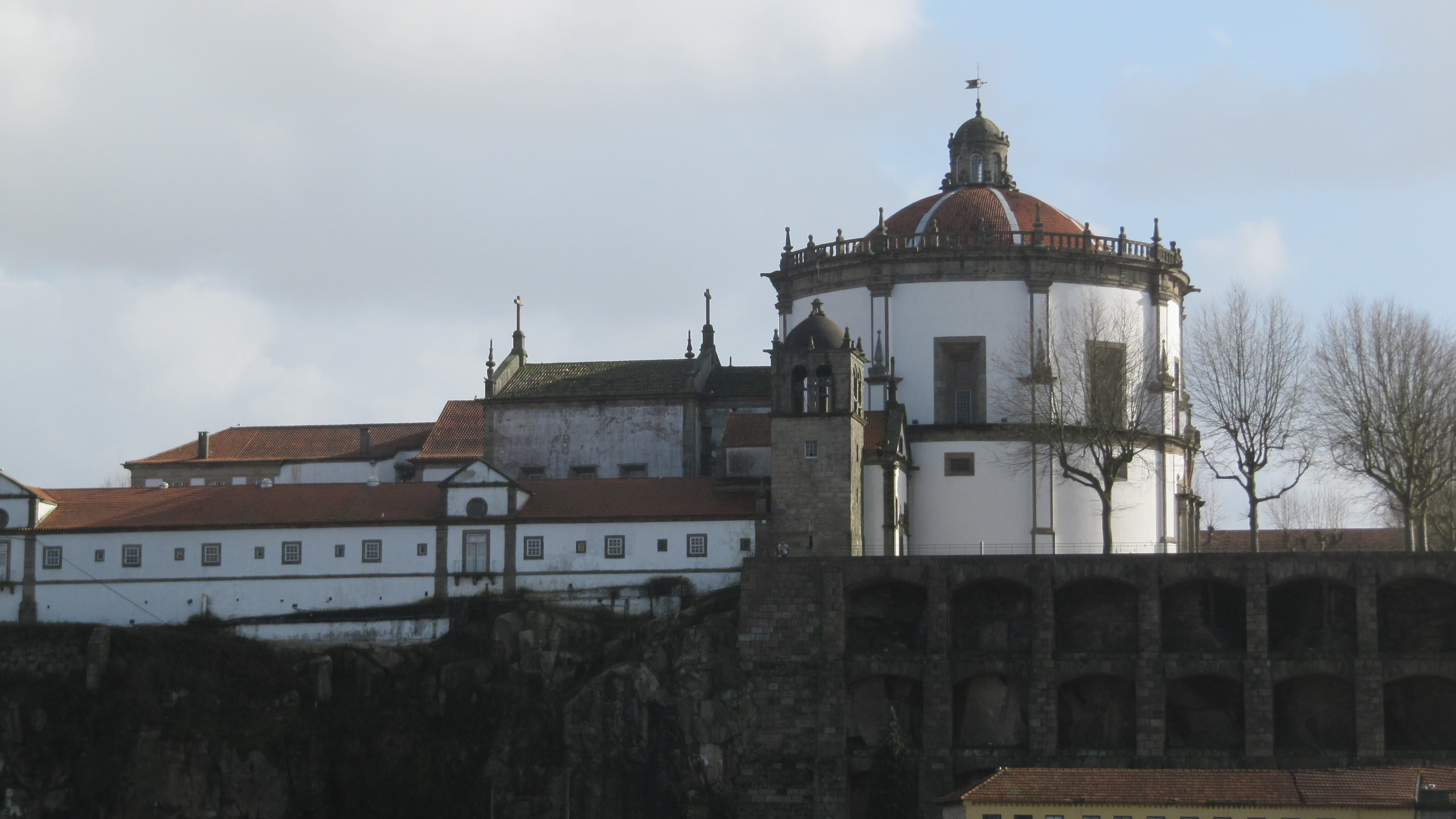
Mosteiro da Serra do Pilar visto do Porto.

Desde a sua origem este mosteiro teve várias denominações; foi designado por Mosteiro do Salvador do Porto (1542, 1553, 1566, 1572), por Mosteiro Novo do Salvador (1559), por Mosteiro do Salvador de Vila Nova (1570), por Mosteiro da Serra (1694, 1737, 1740), por Mosteiro ou Convento de Santo Agostinho da Serra (1720, 1746), ou ainda Mosteiro de Santo Agostinho da Serra do Pilar. O nome popular pelo qual é hoje mais conhecido – Mosteiro da Serra do Pilar –, teve origem na devoção à Virgem do Pilar, que remonta ao período da dinastia filipina (segundo algumas fontes uma imagem da Virgem do Pilar terá sido colocada na capela-mor do Mosteiro da Serra do Pilar em 1678). Da memória dessa devoção resta, para além da denominação do mosteiro, a feira anual que ocorre junto ao mosteiro na data da antiga romaria (15 de agosto).
A fundação deste mosteiro masculino, originalmente da invocação de Cristo, São Salvador do Mundo, deve-se à necessidade de transferência da comunidade do Mosteiro de Grijó (cujos edifícios se encontravam em elevado estado de degradação), da Ordem dos Cónegos regrantes de Santo Agostinho, para um local próximo da cidade do Porto. Foi escolhido um local proeminente na margem sul do rio Douro, na serra de São Nicolau de Vila Nova, defronte dessa cidade. A origem da iniciativa remonta a 1527, data a partir da qual o rei D. João III e Frei Brás de Barros se empenharam na união de todos os mosteiros dessa ordem numa única congregação com sede em Santa Cruz de Coimbra e a nova localização visava facilitar a ligação às restantes casas de Entre-Douro-e-Minho. Desconhece-se ao certo quem traçou as edificações originais, mas os nomes de Diogo de Castilho e João de Ruão figuram em fontes documentais da época e tudo indica ter-se tratado de uma obra de autoria conjunta, embora, com elevado grau de probabilidade, de acordo com um esquema geral gizado por Frei Brás de Barros, traduzindo certas ideias filosóficas, teológicas e arquitetónicas então correntes na corte que refletiam a renovação do pensamento ocorrida no renascimento.
A construção iniciou-se em 1538 e a mudança dos religiosos para a nova casa ocorreu quatro anos mais tarde, ainda para instalações provisórias, tendo a igreja primitiva sido sagrada em 1544. O essencial do mosteiro ficaria pronto em 1564 prolongando-se a finalização do claustro até 1583. A configuração original do mosteiro pouco duraria; em 1597 deu-se o arranque da construção de uma nova igreja, de maiores dimensões, por se considerar a inicial demasiado pequena e acanhada, desconhecendo-se a autoria da nova traça arquitetónica; pensa-se ainda que essa nova edificação terá ocorrido em simultâneo uma primeira deslocação do claustro, realizada com aproveitamento dos elementos originais, o que parece comprovar-se pelas características dos principais elementos de cantaria (as colunas ou portais), estilisticamente datáveis da primeira metade do século XVI (na sequência da fundação da nova igreja, em 1599 a invocação do mosteiro passou a ser de Santo Agostinho). As obras desta fase foram particularmente demoradas, ficando a construção da cúpula da igreja parada por longos anos. A edificação seria terminada entre 1669 e 1672, tendo a nova inauguração tido lugar em 17 de julho de 1672. Em 1690 foram assinados dois contratos de pedraria com vista a uma nova alteração de vários edifícios, visando em particular abrir espaço para a construção de um retro coro anexo à capela-mor (traça de Domingos Lopes), o que implicou, uma vez mais, o desmonte e reconstrução do claustro renascentista; no ano imediato era contratado Filipe Silva para executar um retábulo para o altar-mor. Os trabalhos desta última fase foram rápidos e levaram, no essencial, à atual configuração do mosteiro.
A relevância geo-militar do mosteiro resultante da sua localização privilegiada sobre o rio Douro, Vila Nova de Gaia e a cidade do Porto, foi manifesta durante as invasões francesas (1807-1814), o Cerco do Porto (1832-1833), e a Maria da Fonte (1846-1847), levando à construção de um sistema fortificado. Em 1835, um ano depois de ser decretada a extinção das ordens religiosas e de o edifício ser incorporado no património do Estado, o sítio da Serra do Pilar era elevado a Praça de Guerra de 1ª classe. As guerras ocorridas ao longo dos anos deixaram várias edificações arruinadas, em particular a ala sul, e em 1927 era dado início à sua reconstrução. Em 1947 parte das instalações foram cedidas ao Regimento de Artilharia Pesada nº2 para aí ser instalado um pequeno museu; dez anos mais tarde a igreja abriu ao culto e a partir do final do século XX foram realizadas novas obras de manutenção.

## Características

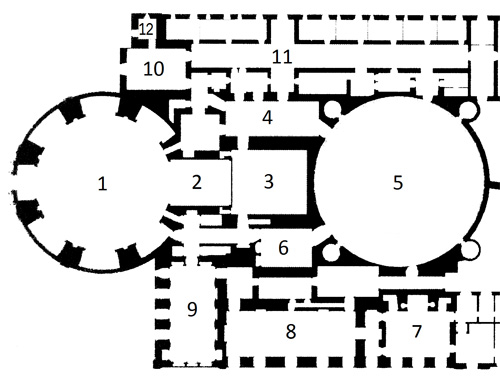
1 – Igreja; 2 – Capela-mor; 3 – Retrocoro; 4 – Antecoro; 5 – Claustro; 6 – Sala do capítulo; 7 – Cozinha; 8 – Refeitório; 9 – Sacristia; 10 – Portaria; 11 – Dormitório; 12 – Torre sineira.

O Mosteiro da Serra do Pilar é um exemplar raro da adaptação à construção monástica de modelos destinados à arquitetura civil. Trata-se de um conjunto edificado onde confluem elementos típicos do renascimento e do maneirismo, sendo constituído por um núcleo central que integra a igreja (de planta circular, com cobertura em cúpula), a capela-mor e o retro coro (retangulares) e o claustro (também circular, de 1 piso), e duas alas, a norte e a sul desse conjunto, onde se dispõem as restantes dependências conventuais. É um exemplar único de convento com igreja e claustro de planta circular.
Começado em 1537 e só muito tardiamente terminado, o claustro terá sido deslocado por duas vezes, tendo a última ficado assinalada na platibanda pela inscrição "ANNO/DOMINI/NOTRI/1692". Este claustro configura um caso singular em claustros nacionais, materializando um tipo de pátio circular criado pelo arquiteto e teórico Francesco di Giorgio (1439–1501) para a arquitetura civil; George Kubler assinala, pelo seu lado, as características predominantemente quinhentistas do claustro e as suas afinidades com o grande pátio do Palácio de Carlos V em Granada. Desconhece-se o autor do projeto inicial, que pode ter sido Diogo de Castilho ou João de Ruão (ou ambos em colaboração), presumindo-se que frei Brás de Barros terá tido um papel importante na definição do simbolismo do claustro, assente na interpretação de certos números e formas geométricas. Quatro pequenas capelas circulares abrem-se para a galeria envolvente, abobadada, que é sustentada por 36 colunas com capitéis jónicos dispostas em grupos de 9, encimadas por platibanda superior seiscentista decorada com rollwerk flamengo sobre um parapeito apainelado com remates em obelisco; no espaço entre os quatro grupos de colunas abrem-se os acessos ao pátio, descoberto, pontuado ao centro por um fontanário de taça derivado de modelos de chafarizes quinhentistas. A denominação de Claustro do Silêncio prende-se com o facto de ser o lugar de enterramento dos cónegos, contando-se no pavimento da galeria 72 sepulturas.
A igreja foi fundada por D. Acúrcio de Santo Agostinho mas desconhece-se o autor da traça arquitetónica. Podem distinguir-se três fases de construção: as fundações e as paredes da nave foram erguidas entre 1597 e 1668; entre 1660 e 1672 foi construída a cúpula e a respetiva lanterna; o retro coro foi construído mais tarde, em 1690-93. A Igreja da Serra do Pilar tem forma circular com diâmetro idêntico ao do claustro; os alçados exteriores e interiores são ritmados por pilastras e é coberta por uma abóbada semiesférica. A parede envolvente têm maior espessura abaixo do primeiro entablamento e menor acima deste, produzindo um efeito semelhante às mangas de um telescópio extensível. Na parte inferior da parede abrem-se oito grandes nichos a formar capelas e, acima destas, grandes janelas com forte enxalço para iluminação interior. Esta igreja "compõe uma erudita rotunda em que altas pilastras duplas de capitéis idênticos aos de São Vicente de Fora suportam uma cornija robusta e se prolongam na decoração da abóbada esférica dividindo-a em panos, que uma decoração maneirista talhada no granito ajuda a monumentalizar".

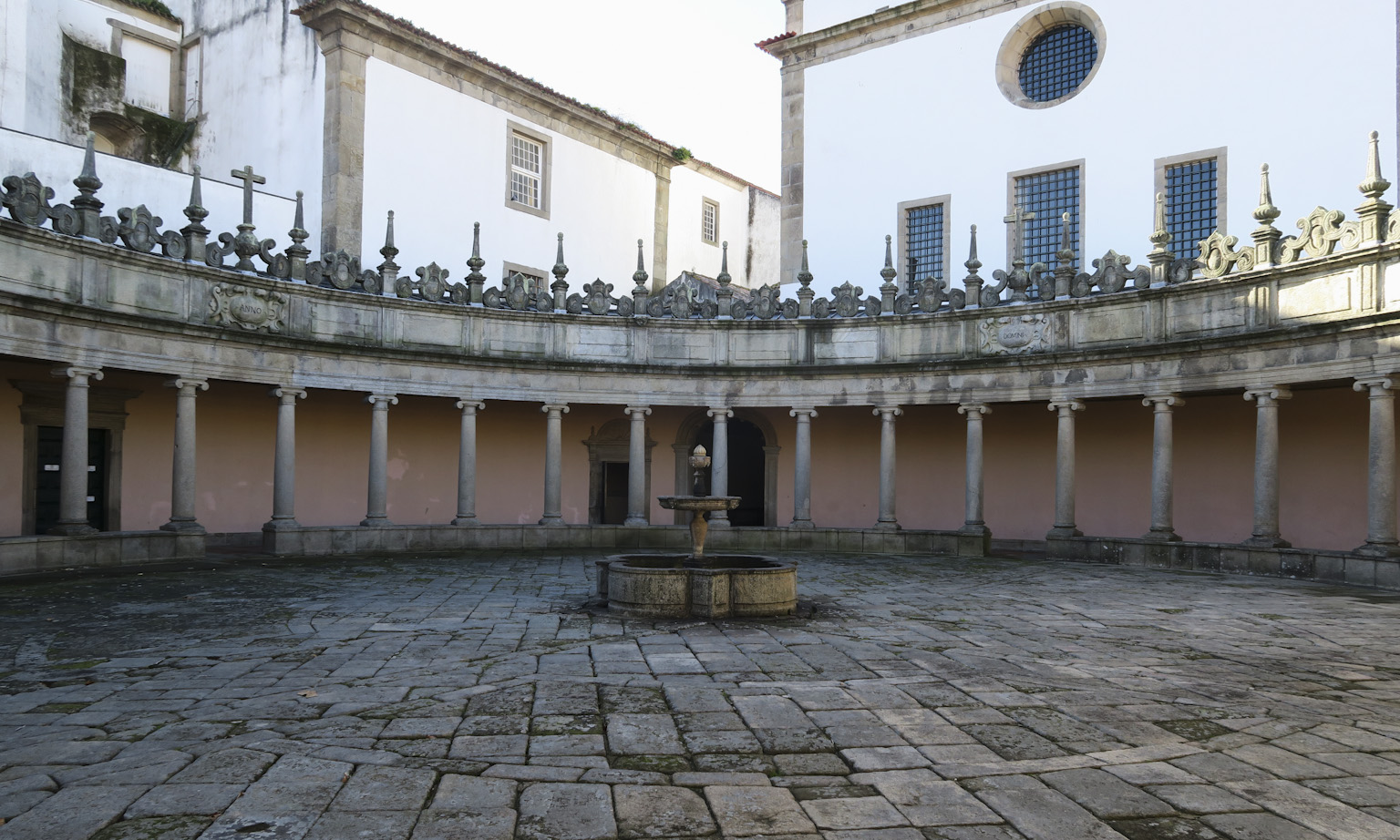
Claustro

O diálogo entre diferentes tendências estéticas está presente em toda a igreja, encontrando-se a sobriedade compositiva, mais consonante com as convenções do renascimento, articulada com as "ambiguidades próprias do maneirismo de influência ornamental nórdica que predominou no Porto de Seiscentos". Isto é particularmente claro no portal, de colunas jónicas, que "ainda se harmoniza com a sobriedade dos pórticos clássicos; já a edícula com aletas rollwerk que o remata é bem maneirista, dando sinais de um proto-barroquismo eminente". A igreja integra retábulos de talha maneirista nas capelas laterais e retábulo-mor neoclássico.
Embora só entre 1548 e 1552 se tenha concluído a torre sineira, o início da construção deverá ser bastante anterior. A portaria que lhe está adjacente é de data incerta, admitindo-se que os alicerces remontem à primeira fase de construção do mosteiro, sendo o restante de data posterior. Ainda na ala norte assinale-se o longo corpo que acolhe o dormitório. Pertencentes ao eixo central do conjunto, a Sala do Capítulo, o retro-coro e o ante-coro foram edificados no espaço deixado livre pela deslocação do claustro de 1690. A Sala do Capítulo acolhe uma estátua de D. Afonso Henriques da autoria de Soares dos Reis.
Desconhece-se com precisão a data da construção do refeitório e da cozinha, localizadas na ala sul do mosteiro, pensando-se que poderá ter ocorrido na segunda metade do século XVIII. Estas divisões estão separadas por uma pequena dependência (a "ministra"), destinada ao serviço das refeições, e foram cenário das guerras do século XIX, tendo aí sido montados andaimes em madeira que permitiam a utilização das janelas superiores como canhoneiras; esses espaços seriam depois utilizados temporariamente como messe de oficiais e espaço museológico. A sacristia data de 1755 e identifica-se com as obras do governo pombalino que lhe sucederam. Ficou muito danificada nas guerras oitocentistas, tendo a abóbada desabado em 1832 (reconstrução datada de 1939).

## Actualmente
Em 1996 o Mosteiro da Serra do Pilar foi incluido na lista do Património Mundial da UNESCO juntamente com o Centro Histórico do Porto e a Ponte Luís I. A partir de 2012 o mosteiro passou a ser acessível ao público e a acolher um portal de promoção do património da região Norte de Portugal. O projeto do espaço resulta num protocolo assinado com a Irmandade que gere o templo e com o Exército português, que ocupa uma parte do edifício. A exposição oferece aos visitantes informação qualificada e integrada sobre o património classificado da região, incluindo outros sitíos classificados pela UNESCO: o Centro Histórico de Guimarães, o Douro Vinhateiro, o Parque Arqueológico do Côa e o Santuário do Bom Jesus do Monte em Braga.

## Galeria

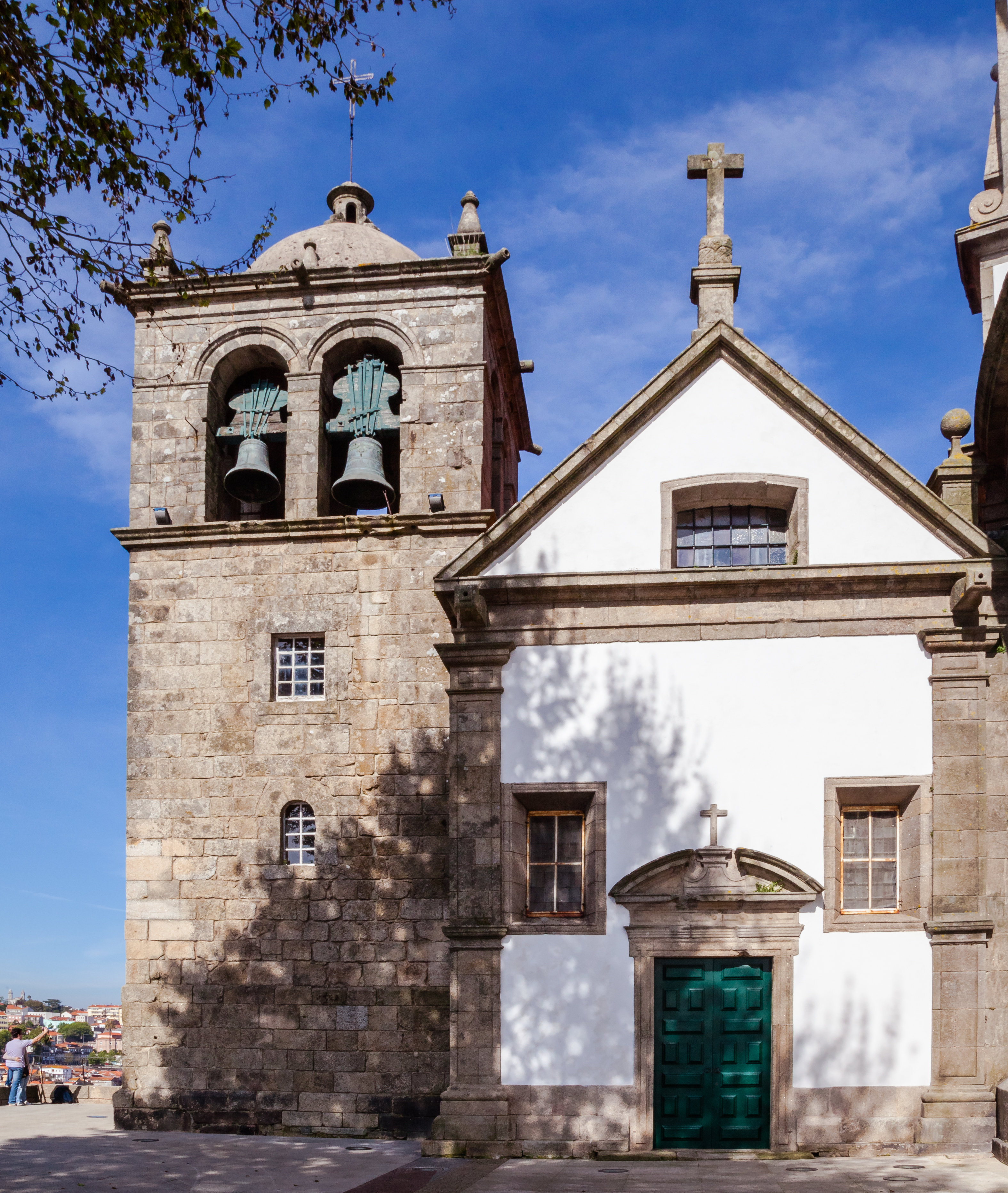
Torre do sino e portaria
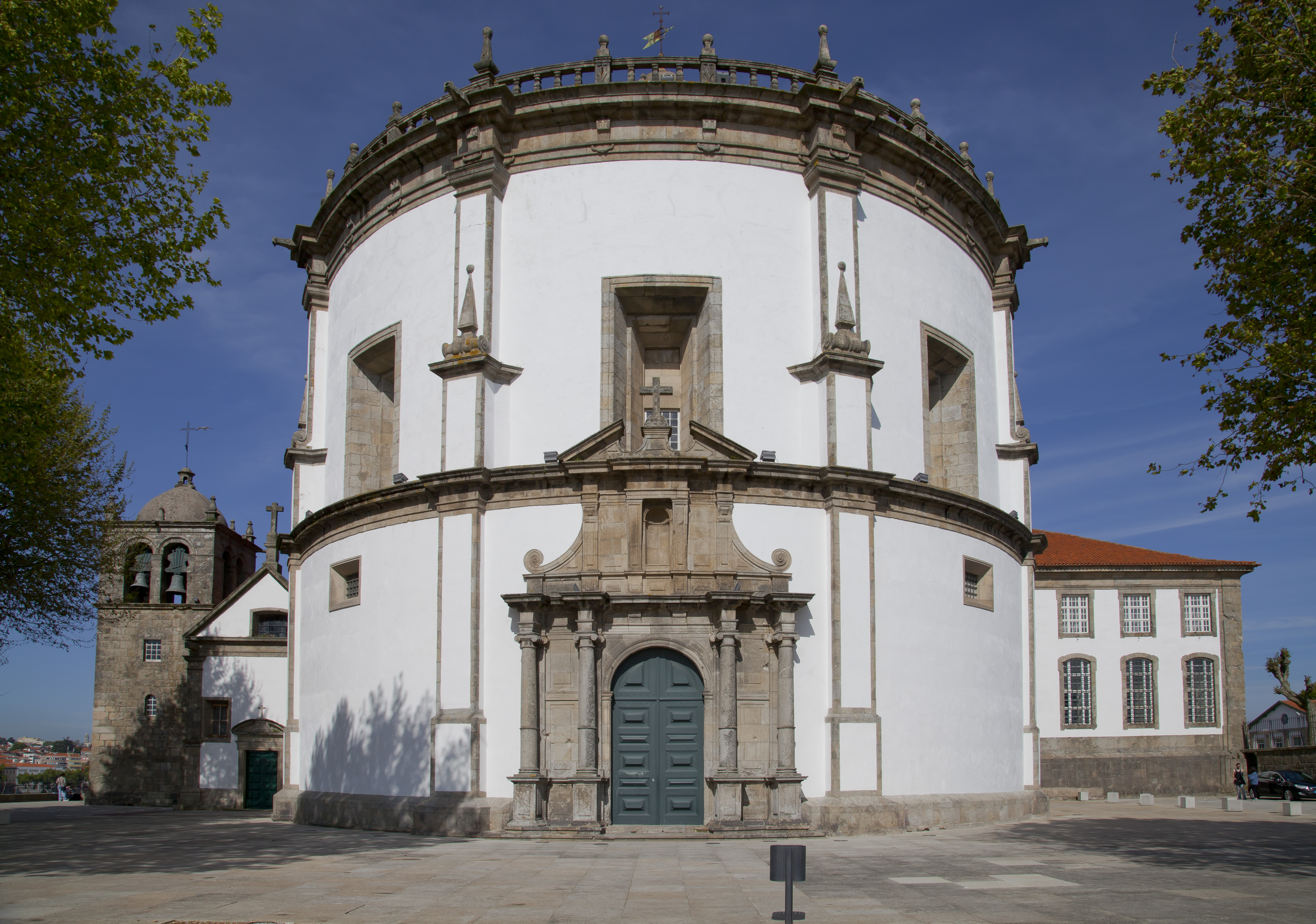
Entrada Oeste
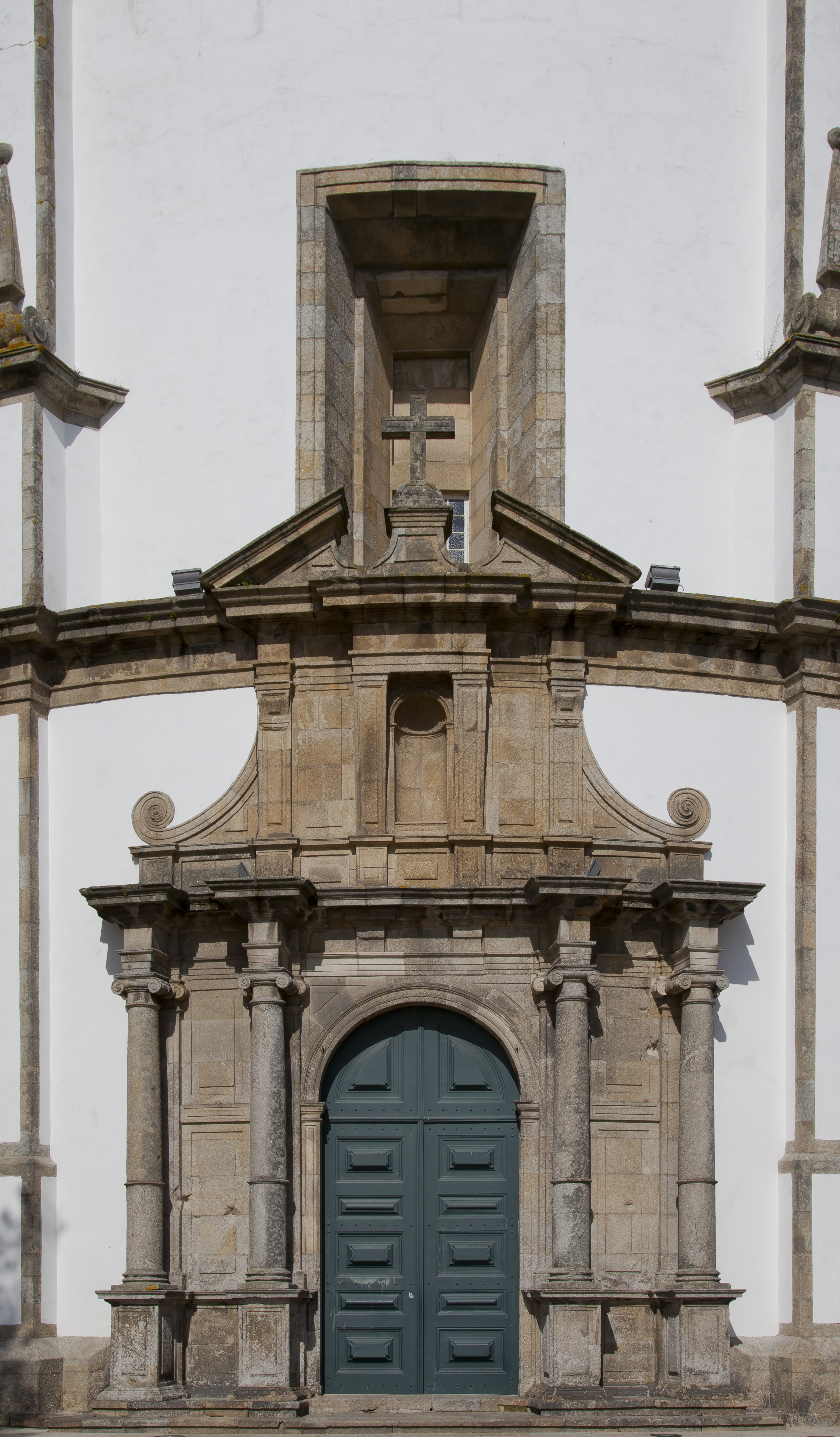
Portal da igreja
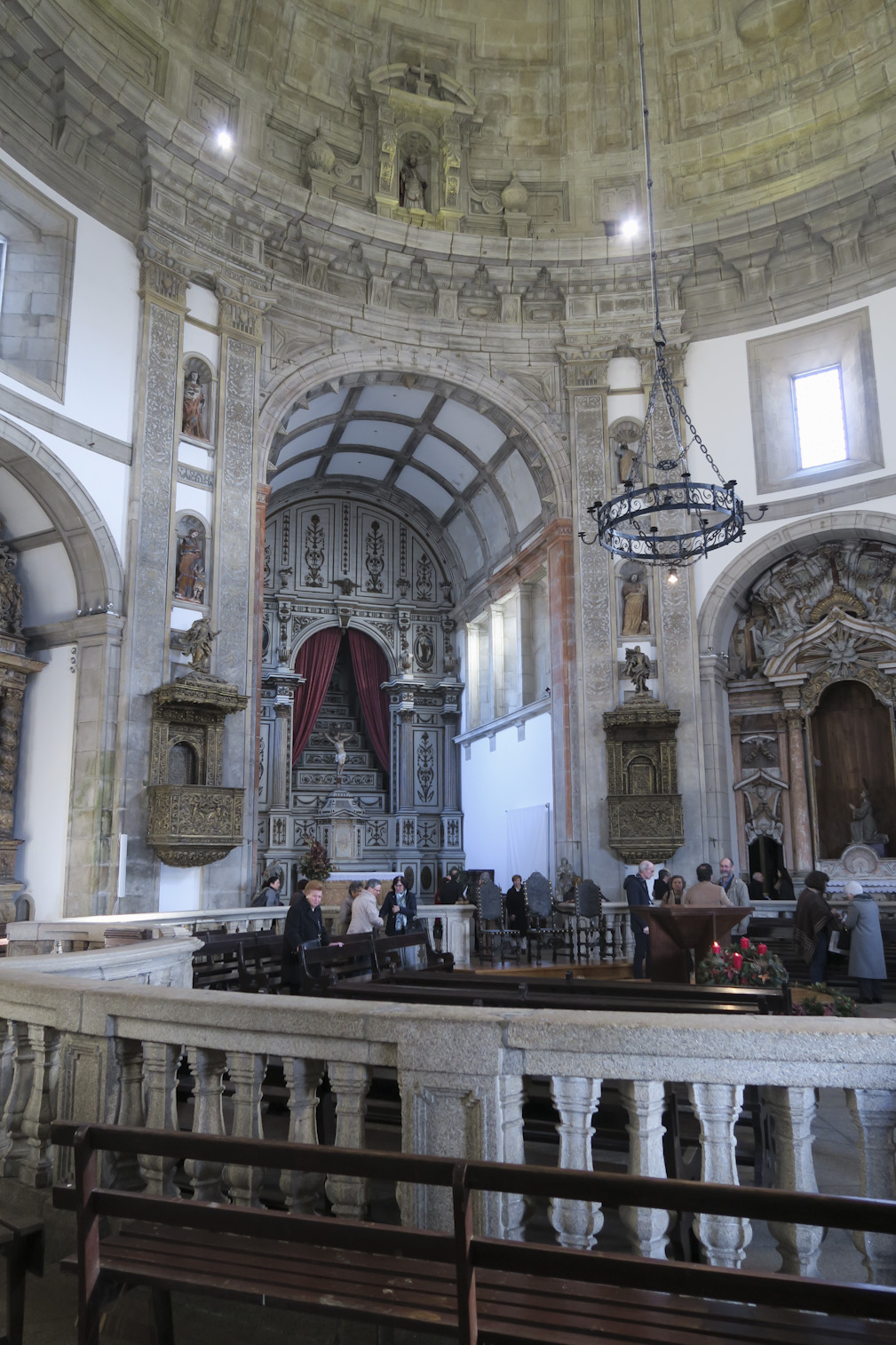
Igreja
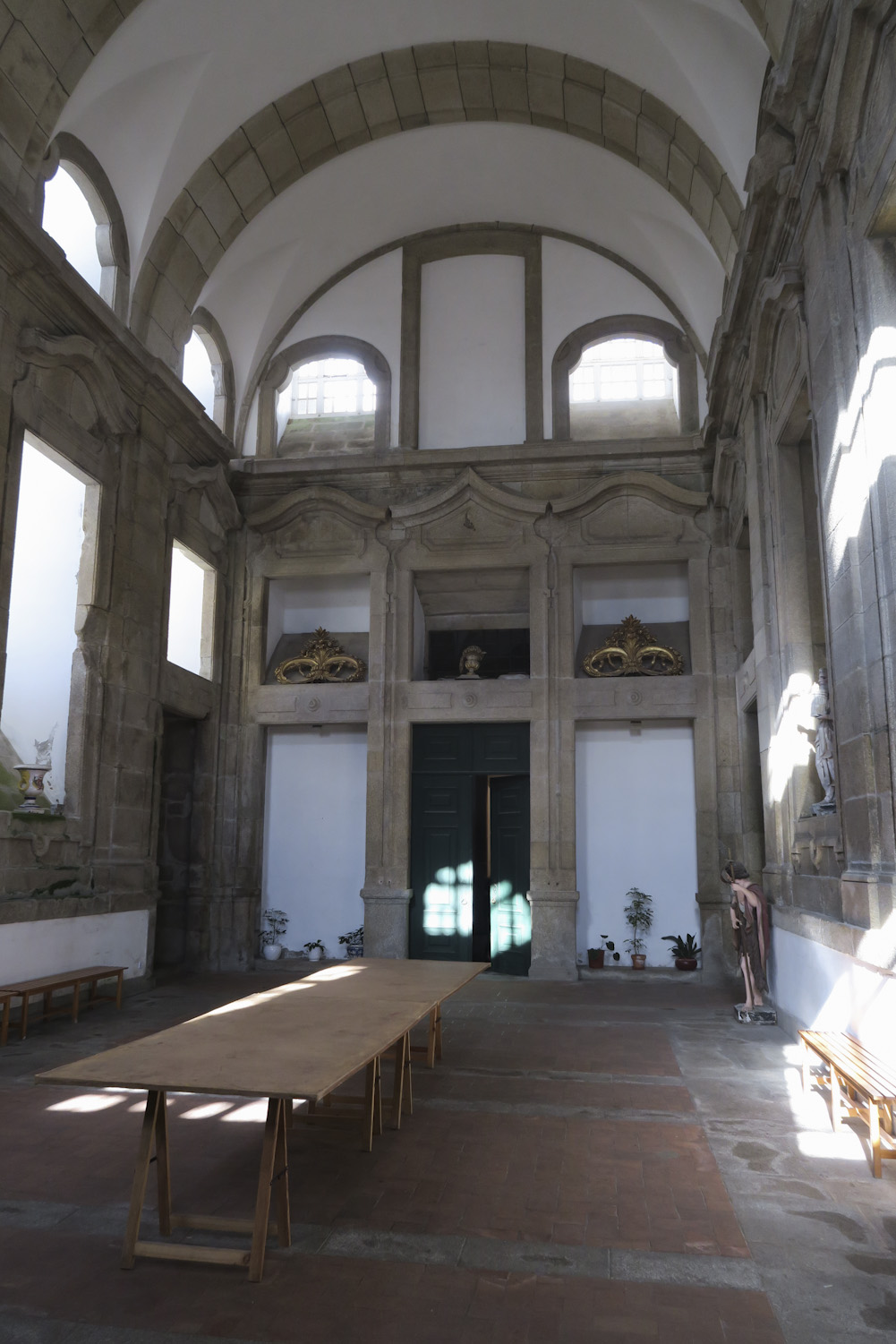
Sacristia
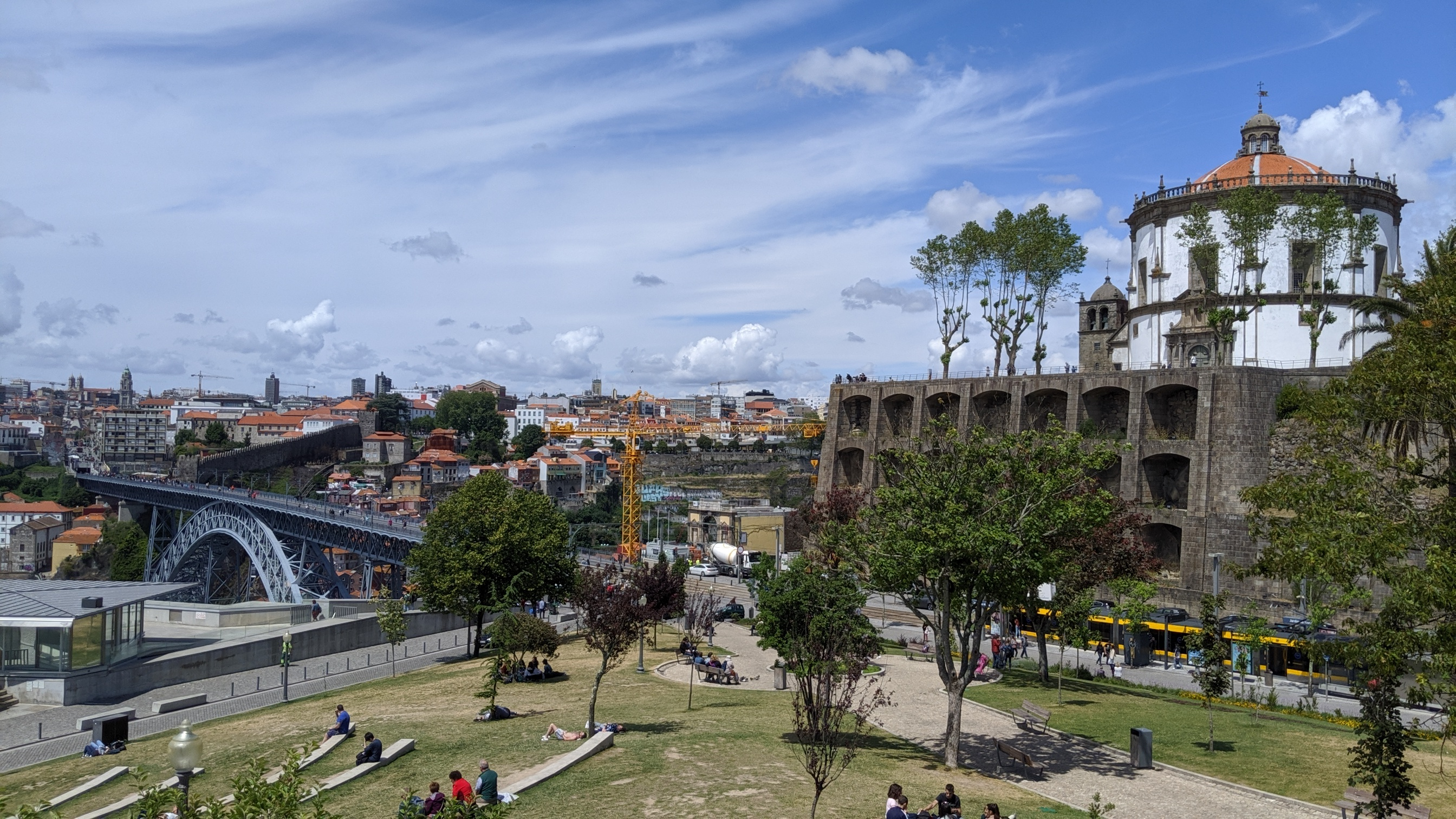
Vista a partir do Jardim do Morro